# Saule fragile
Salix fragilis
Espèce
Classification APG III (2009)
Le Saule fragile ou Saule rouge (Salix fragilis) est une espèce de plantes à fleurs de la famille des Salicaceae. C'est un arbre trouvé en Europe et en Asie.

## Étymologie
Il tire son nom de la fragilité de ses rameaux qui sont très cassants.

## Description

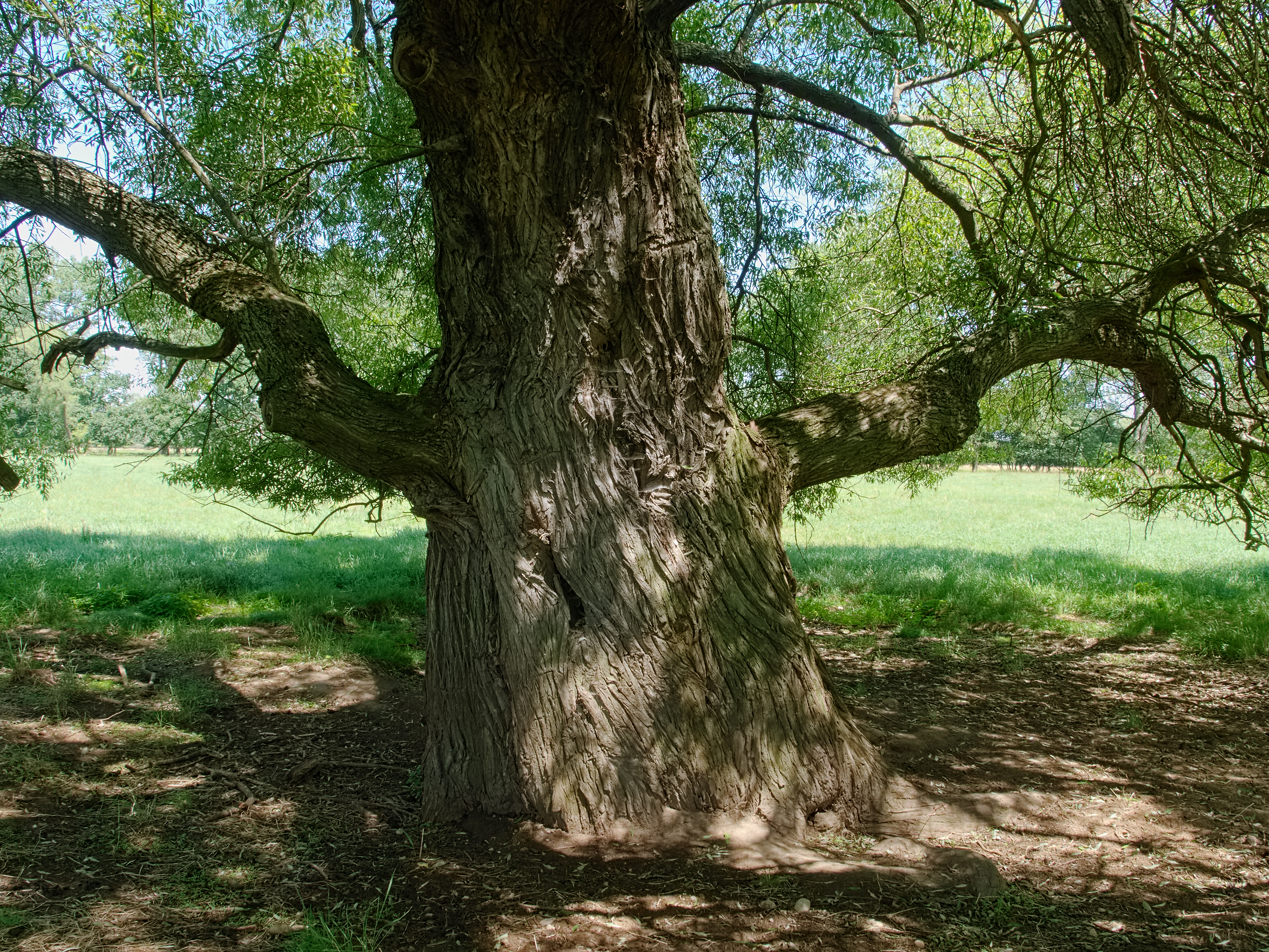
Un tronc imposant.

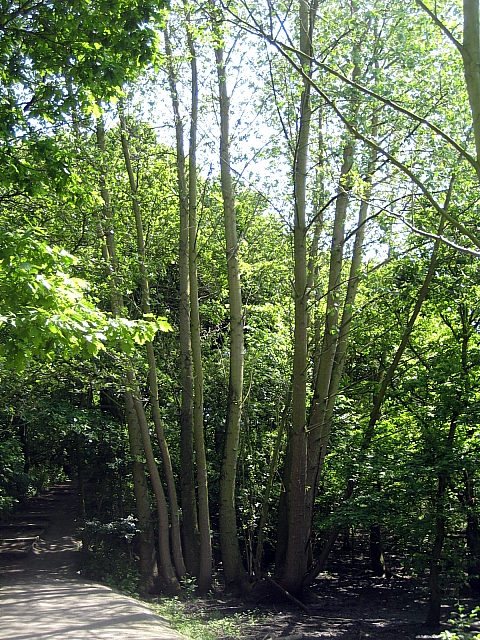
Multi-tronc : ici 12 troncs pour deux arbres.

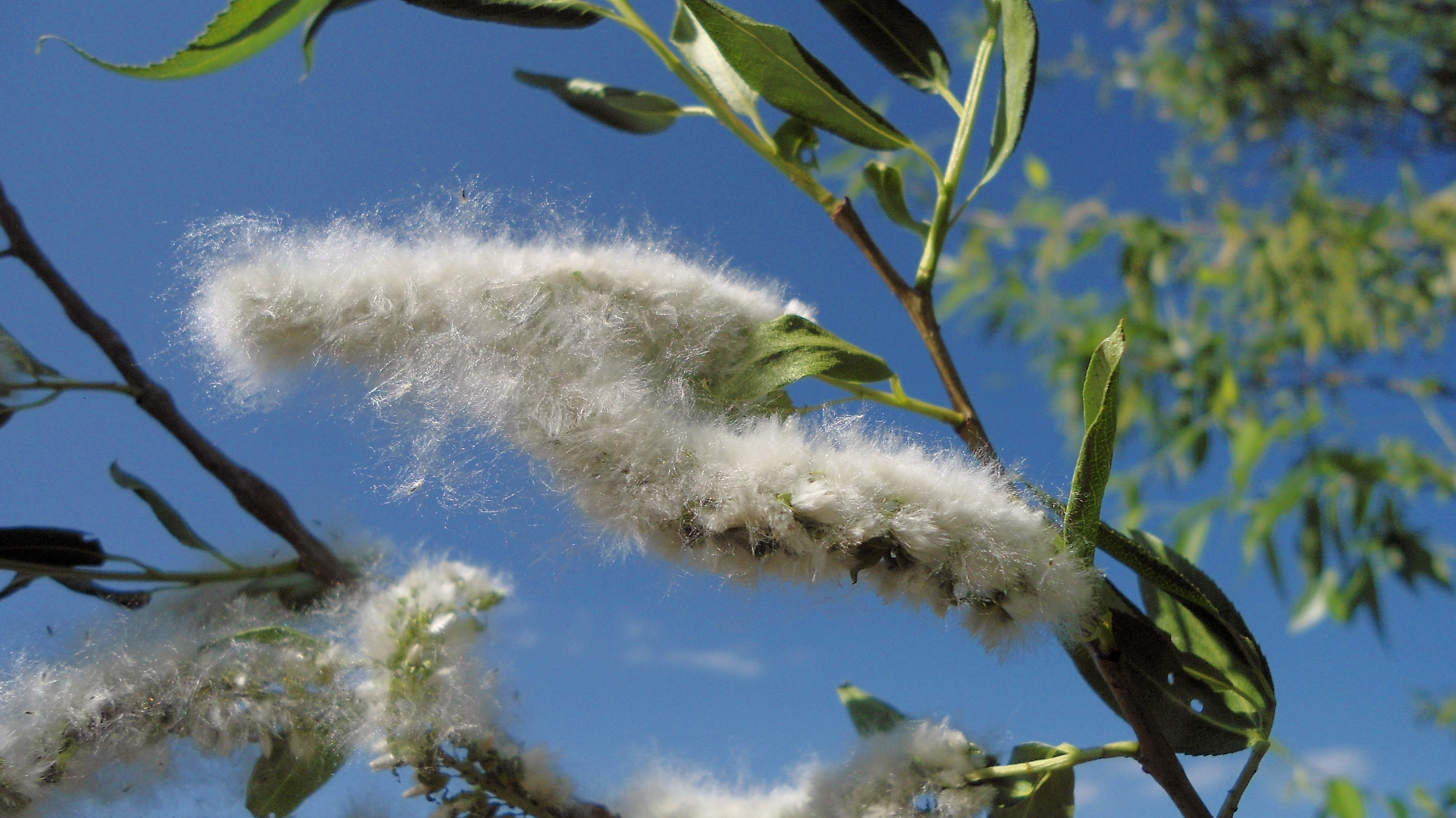
Chaton cotonneux.

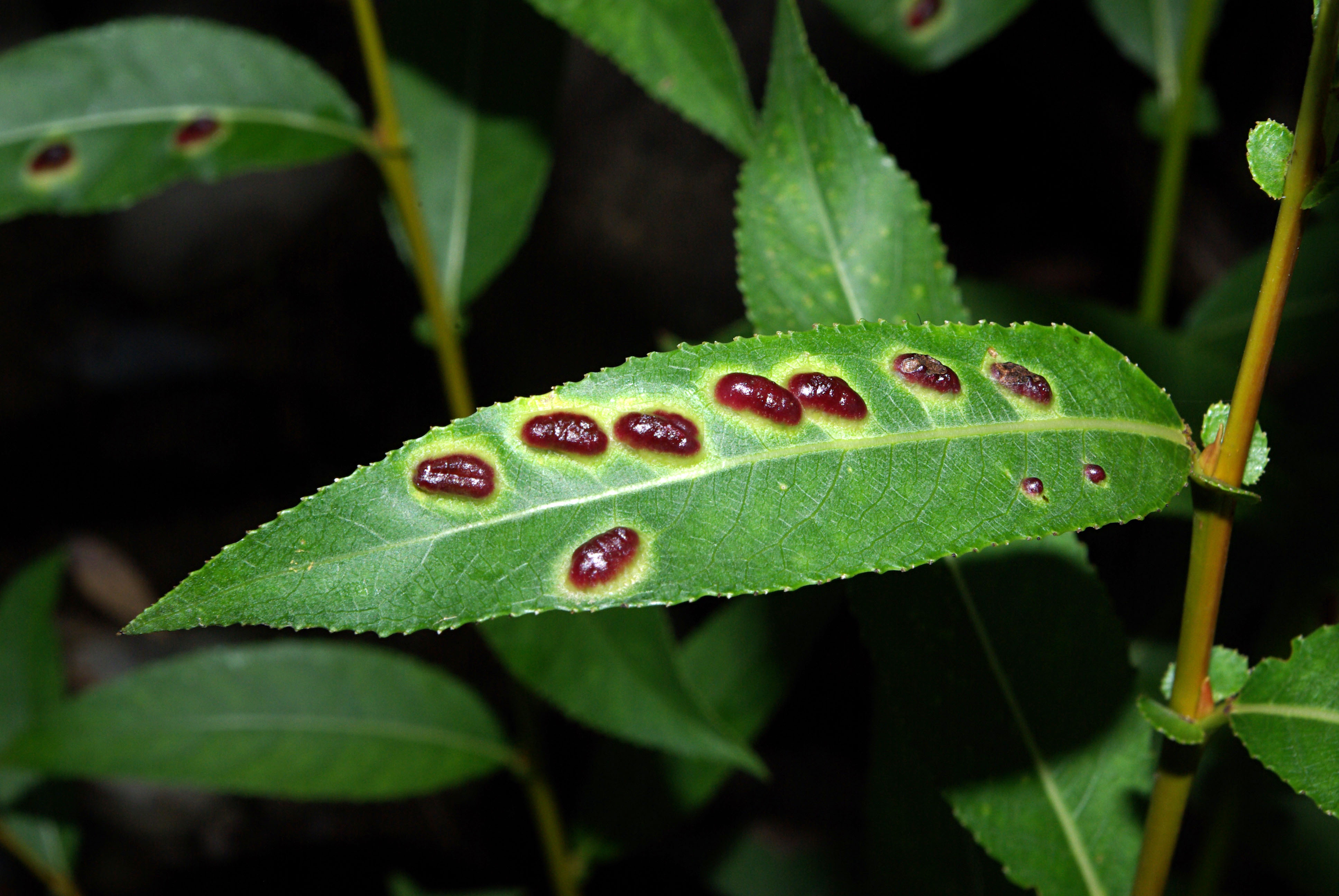
Galles sur feuille munie de stipules.

Cet arbre de taille moyenne à grande peut atteindre de 10 à 20 mètres de hauteur (rarement 29 m), avec un tronc pouvant mesurer un mètre de diamètre, souvent multi-troncs, avec une couronne irrégulière souvent inclinée.  L'écorce est sombre, grise-brunâtre, crevassée sur les vieux sujets. Il croît rapidement. Ses feuilles, d'une largeur de 25 à 40 mm et une longueur de 9 à 15 cm, sont sans poils et d'un vert pâle en dessous. La marge des feuilles présente une bordure légèrement crantée. Elles sont  légèrement velues au début du printemps mais deviennent vite glabres. Les stipules sont larges, ovales.
Les chatons mâles et femelles ont la même taille : de 4 à 6 cm. Les fleurs femelles peuvent compter, soit un, soit deux nectaires,,. Les capsules sont munies d'un court pédicelle. La floraison est printanière.
À la fin du printemps, les graines, enrobées d'un duvet cotonneux, sont disséminées par le vent et les eaux courantes et germent immédiatement au contact d'un sol humide.

## Habitat
Il s’accommode mal des terrains calcaires. On le rencontre au voisinage des lieux habités, habituellement près des rivières et des cours d'eau, des mares et des fossés, dans les prairies humides,,.

## Répartition
Originaire d'Europe, il croît dans une partie de l'Asie, sauf en montagne.

## Utilisation
Les jeunes pousses sont aussi souples que celles du Saule blanc et s'emploient également pour la vannerie. On le cultive lui aussi en têtard.

## Espèce invasive
S. fragilis s'est échappé des zones de sa culture pour devenir une espèce invasive dans différentes régions du monde : la Nouvelle-Zélande, la moitié nord des États-Unis, et l'Afrique du Sud. En Nouvelle-Zélande, la plante fait partie du « National Pest Plant Accord » qui en interdit la propagation et la vente. L'arbre peut remplacer un habitat natif et former une véritable monoculture naturelle. Comme la forme mâle est seulement présente, la reproduction se fait par hybridation. La dispersion des espèces est facilitée par fragments qui sont transportés par les cours d'eau. Les projets de contrôle et de restauration de l'habitat local nécessitent parfois l'utilisation d'herbicides.

## Hôtes
Les feuilles de Salix fragilis et de S. triandra portent des galles de Pontania quasi identiques mais dues à des insectes différents.